# Bulgaria Democratica
Bulgaria Democratica (in bulgaro Демократична България?, Demokratična Bălgarija) è un'alleanza politica bulgara formata dai seguenti partiti:
- Democratici per una Bulgaria Forte (in bulgaro Демократи за силна България?, Demokrati za Silna Balgariya, DSB)
- Sì, Bulgaria! (in bulgaro Да, България!?, Da, Balgariya!, DaB!)
- Movimento Verde (in bulgaro Зелено движение?, Zeleno dvizhenie, ZD)

## Storia
La federazione formata dai partiti DSB, DaB! e ZD e denominata "Bulgaria Democratica (DB)" venne fondata il 12 aprile 2018.
Bulgaria Democratica partecipò alle elezioni europee del 2019, ottenendo il 6,06% dei voti ed un seggio, assegnato a Radan Kanev (esponente di DSB).
Alle elezioni parlamentari del 4 aprile 2021, l'alleanza ha ottenuto il 9,45% dei voti e 27 seggi. Nelle successive elezioni tenutesi l'11 luglio dello stesso anno (a seguito dei falliti tentativi dei partiti di formare un governo) l'alleanza salì al 12,64% dei voti e 34 seggi. Falliti per l'ennesima volta i tentativi di formare un governo, le elezioni si sono ripetute il 4 novembre 2021, nelle quali DB è scesa al 6,37% dei voti e 16 seggi.
A seguito di otto mesi di stallo politico e di tre elezioni nello stesso anno, Bulgaria Democratica entra a far parte del Governo Petkov con 4 ministri in coalizione con Continuiamo il Cambiamento (PP), Partito Socialista Bulgaro (BSP) e C'è un Popolo come Questo (ITN).

## Risultati elettorali
| Elezioni                   | Voti                 | %                    | Seggi    | Schieramento            |
| -------------------------- | -------------------- | -------------------- | -------- | ----------------------- |
| Europee 2019               | 118.484              | 6,06                 | 1 / 17   | -                       |
| Parlamentari aprile 2021   | 302.280              | 9,45                 | 27 / 240 | -                       |
| Parlamentari luglio 2021   | 345.331              | 12,64                | 34 / 240 | -                       |
| Parlamentari novembre 2021 | 166.966              | 6,37                 | 16 / 240 | Maggioranza             |
| Parlamentari 2022          | 186 511              | 7,19                 | 26 / 240 | Opposizione             |
| Parlamentari 2023          | In coalizione con PP | In coalizione con PP | 26 / 240 | Maggioranza Opposizione |